# 高浜駅 (島根県)
高浜駅（たかはまえき）は、島根県出雲市里方町に位置する一畑電車大社線の駅である。駅番号は23。

## 歴史
- 1930年（昭和5年）2月2日：開業。
- 2006年（平成18年）4月1日：一畑電気鉄道の持株会社移行に伴い、新設の一畑電車株式会社が鉄道事業を承継。

## 駅構造
大社方面に向かって右側に単式ホーム1面1線を有する地上駅（停留所）。無人駅である。出入口はホーム東寄りにある。

## 利用状況
1日平均の乗降人員は以下の通り。
| 年度   | 1日平均 乗車人員 | 1日平均 乗降人員 |
| ------ | ---------------- | ---------------- |
| 1999年 | 30               | 62               |
| 2000年 | 33               | 64               |
| 2001年 | 30               | 60               |
| 2002年 | 21               | 43               |
| 2003年 | 25               | 54               |
| 2004年 | 42               | 83               |
| 2005年 | 44               | 87               |
| 2006年 | 39               | 74               |
| 2007年 | 35               | 67               |
| 2008年 | 27               | 53               |
| 2009年 | 29               | 59               |
| 2010年 | 27               | 55               |
| 2011年 | 33               | 62               |
| 2012年 | 33               | 61               |
| 2013年 | 32               | 63               |
| 2014年 | 32               | 56               |
| 2015年 | 32               | 61               |
| 2016年 | 36               | 77               |
| 2017年 | 45               | 87               |
| 2018年 | 47               | 92               |
| 2019年 | 66               | 125              |
| 2020年 | 44               | 84               |
| 2021年 | 46               | 92               |

## 駅周辺

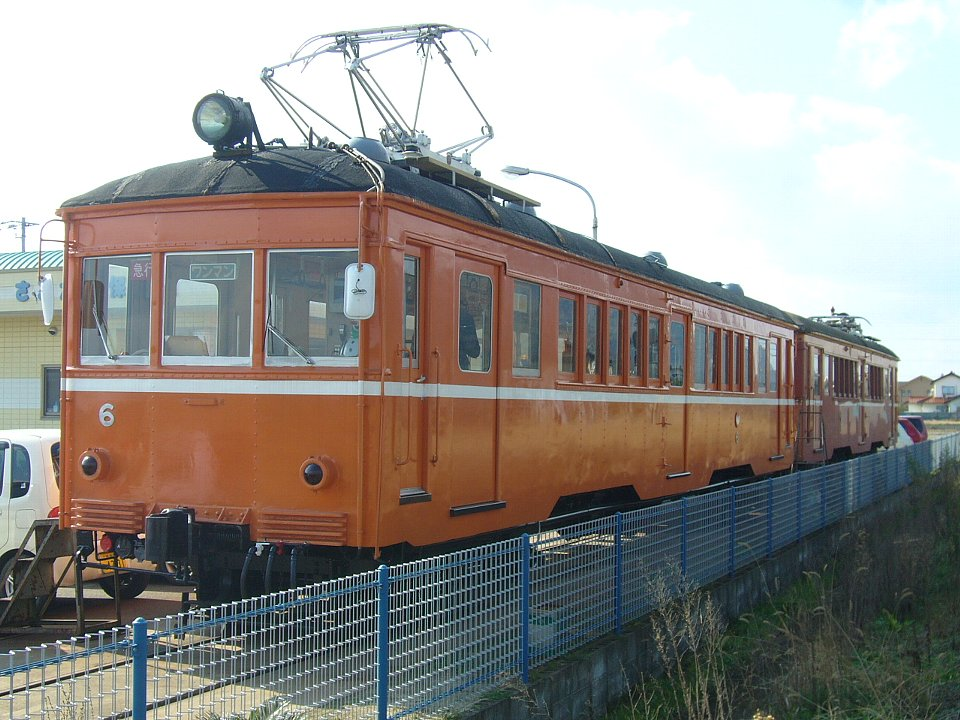
さとがた保育園のデハ6（手前）・デハ3

- 国道431号
- 出雲ドーム
- 出雲市立高浜小学校
- 出雲里方町簡易郵便局
- 出雲市立第三中学校
- さとがた保育園

一畑電気鉄道生え抜きの車輌であるデハ3・デハ6が保存されている。高浜駅から東へ300メートルの線路際に位置し、車窓南側からも望むことができる。
- ゆめタウン出雲

かつては 島根日日新聞社の最寄り駅であった（社屋内にエフエムいずもがあるのも今と同じ）。

## 隣の駅
一畑電車
■大社線
■急行
通過
■普通
川跡駅（5） - 高浜駅（23） - 遙堪駅（24）